# Marin Premeru
Marin Premeru (ur. 29 sierpnia 1990 w Rijece) – chorwacki lekkoatleta specjalizujący się w rzucie dyskiem oraz pchnięciu kulą.
W 2006 podczas pekińskich mistrzostw świata juniorów zajął 12. lokatę w konkursie rzutu dyskiem. Rok później w Ostrawie zdobył dwa srebrne medale mistrzostw świata kadetów. W roku 2008 zdobył srebro w rzucie dyskiem oraz brąz w pchnięciu kulą podczas mistrzostw świata juniorów. Brązowy medalista mistrzostw Europy juniorów (rzut dyskiem, Nowy Sad 2009) oraz młodzieżowych mistrzostw Europy (pchnięcie kulą, Ostrawa 2011). Ma na swoim koncie także złoto (pchnięcie kulą) oraz srebro (rzut dyskiem) Europejskiego Festiwalu Młodzieży (Belgrad 2007). W 2013 zdobył srebro igrzysk śródziemnomorskich w Mersin. Wielokrotny mistrz Chorwacji.
Badania antydopingowe (przeprowadzone 4 kwietnia 2016, poza zawodami) wykazały stosowanie przez Premeru niedozwolonych środków. Otrzymał on karę 4 lat dyskwalifikacji (do 2 marca 2020).

## Rekordy życiowe
- pchnięcie kulą (stadion) – 20,59 (2013)
- pchnięcie kulą (hala) – 19,83 (2012)
- pchnięcie kulą (6 kg) – 21,68 (2009)
- pchnięcie kulą (5 kg) – 22,79 (2007) były rekord świata juniorów młodszych
- rzut dyskiem – 63,38 (2010)
- rzut dyskiem (1,750 kg) – 65,71 (2009) juniorski rekord Chorwacji
- rzut dyskiem (1,500 kg) – 68,20 (2007) rekord Chorwacji kadetów